# Житники (Могилів-Подільський район)
Жи́тники — село в Україні, у Мурованокуриловецькій селищній громаді Могилів-Подільського району Вінницької області. Населення становить 339 осіб.

## Географія
Через село тече річка Бахтинка.
За 3 км на захід від села розташоване цілюще Джерело «Регіна».
В околицях села розташований гідрологічний заказник місцевого значення Переладино та ботанічна пам'ятка природи місцевого значення Дуби-велетні.

## Населення
Мова
Розподіл населення за рідною мовою за даними перепису 2001 року:
| Мова       | Відсоток |
| ---------- | -------- |
| українська | 98,53%   |
| російська  | 1,47%    |

## Історія
7 (20) листопада 1917 року, відповідно до Третього Універсалу Української Центральної Ради, увійшло до складу Української Народної Республіки.
12 червня 2020 року, відповідно до Розпорядження Кабінету Міністрів України № 707-р «Про визначення адміністративних центрів та затвердження територій територіальних громад Вінницької області», увійшло до складу Мурованокуриловецької селищної громади.
19 липня 2020 року, в результаті адміністративно-територіальної реформи та ліквідації Мурованокуриловецького району, село увійшло до складу новоутвореного Могилів-Подільського району.